# داوید لاتاسا
داوید لاتاسا (اسپانیایی: David Latasa‎؛ زادهٔ ۱۴ فوریهٔ ۱۹۷۴) دوچرخه‌سوار اهل اسپانیا است. وی در مسابقات تور دو فرانس شرکت کرده است.